# Aeroporto di Torino-Mirafiori
L'Aeroporto di Torino-Mirafiori fu un aeroporto torinese in servizio dal 1910 al secondo dopoguerra. Sorgeva su parte dei terreni successivamente occupati dal Parco Colonnetti, nel quartiere di Mirafiori Sud.

## Le origini
Nell'inverno tra il 1910 ed il 1911 sorse a Torino il primo aeroporto cittadino, nella zona sud denominata Mirafiori. Il merito dell'ideazione e della costruzione fu della "Società Aviazione Torino", uno dei primi Aeroclub italiani, costituita nel 1908. L'inaugurazione ufficiale dell'aeroporto avvenne nella primavera del 1911, in occasione della "Esposizione Internazionale di Torino", organizzata per festeggiare il cinquantenario dell'Unità d'Italia.
I primi hangar che si insediarono nel neocostituito aeroporto furono quelli dell'ingegnere Aristide Faccioli, pioniere del volo e dell'automobile, assieme a quelli dell'azienda Asteria, di proprietà dell'ingegnere Francesco Darbesio. Quest'ultimo qui progettò e collaudò il primo aereo di costruzione interamente italiana, acquistato dal Regio Esercito, e utilizzato in Libia nel corso della guerra italo-turca.

Già nell'autunno del 1911 i primi piloti presero il brevetto di volo nell'aeroporto torinese; tra tutti il primo fu Maurizio Ramassotto, pilota-collaudatore della Fabbrica Torinese Velivoli Chiribiri. Per anni sarà anche il direttore della scuola di volo.
Con la legge 27 giugno 1912 n. 698 venne costituito a Torino il primo "Battaglione Aviatori", il cui comandante fu il tenente colonnello Vittorio Cordero di Montezemolo dislocato con il Comando nella Caserma La Marmora e l'aeroporto di Mirafiori come base operativa per gli aerei.
Nell'anno 1913, quando il comandante era il Maggiore Giulio Douhet, presero il brevetto militare in questo aeroporto tre giovani piloti che in seguito avrebbero profondamente segnato la storia dell'aviazione italiana: Francesco Brach Papa, Francesco Baracca, asso dell'aviazione italiana durante la Grande Guerra e Prospero Freri.
Il fisico Guglielmo Marconi, tra settembre e dicembre 1915, effettuò a Mirafiori i primi tentativi di comunicazione via radio tra l'aeroporto ed un apparecchio in volo. Per queste prove venne utilizzato un Caudron G.3 costruito su licenza della AER di Orbassano, in provincia di Torino.
Francesco Brach Papa diverrà un importante pilota collaudatore della Società Italiana Aviazione (SIA), branca della FIAT dedicata alla progettazione e produzione di aeroplani. Il pilota portò all'Italia 14 record aeronautici, 9 dei quali mondiali, e si distinse in campo internazionale per numerose partecipazioni ad importanti competizioni aeree sportive.
Il primo dei suoi record risale al 7 luglio 1913 quando, sul campo di Mirafiori, stabilì il record italiano di altezza salendo a 3.050 metri a bordo di un biplano Farman da 80 HP. Record poi più volte migliorato sempre da lui stesso.Il 26 luglio 1916 su un Savoia-Pomilio SP.2 stabilirà il nuovo record mondiale di altezza raggiungendo i 6 000 metri. In seguito riuscì a superare il suo stesso record, il 14 dicembre 1917, raggiungendo la quota di 7 000 metri.
Il 24 settembre 1917 da questo campo volo decollò il SIA 7B del capitano Giulio Laureati, con a bordo il meccanico Caporale Michelangelo Tonso, alla volta di Londra. Il viaggio durò 7 ore e 22 minuti, senza scalo, un vero record per l'epoca.

## Tra le due guerre
Durante gli anni venti e trenta l'aeroporto di Mirafiori divenne parte dell'Aeroclub Torino per quanto riguarda il volo civile, e scuola di volo dei piloti della aviazione militare dalla sua istituzione. 
Nel luglio del 1921 la sezione civile del campo volo venne intitolata al sottotenente Gino Lisa, pilota torinese medaglia d'oro della prima guerra mondiale, mentre il 28 marzo 1923 in occasione della costituzione dell'Regia Aeronautica come forza armata autonoma, la sezione militare dell'aeroporto venne intitolata al colonnello Carlo Maria Piazza, valoroso pilota militare durante la Grande Guerra e pioniere dell'aviazione militare.
Nel 1926 La FIAT costituì la Compagnia A.L.I. (Avio Linee Italiane poi diventata “Ali Littoria”) che, inizialmente dotata di Fokker-FVII, nel 1929 effettuò il primo collegamento aereo di linea Torino-Roma partendo dall'aeroporto di Mirafiori.

## La fine della guerra e lo smantellamento
Il 13 luglio 1943 l'aeroporto fu oggetto di un pesantissimo bombardamento della RAF, che lo distrusse parzialmente. Per questo motivo, lo scalo di Torino-Aeritalia, che già aveva operato in parallelo sin dalla fine degli anni dieci, divenne per il decennio successivo il principale aeroporto di Torino.
Alla fine della seconda guerra mondiale, le strutture dell'aeroporto si trovarono in condizioni disastrose. I ripetuti bombardamenti avevano distrutto gran parte degli hangar e delle infrastrutture, come la torre di controllo di cui si conservano ancora i ruderi. L'esigenza era di avere un aeroporto più grande e moderno, in uno spazio più grande che l'urbanizzazione di Torino non poteva più offrire nel quartiere di Mirafiori Sud, ma che si poté trovare nella campagna in prossimità di Caselle.
Nel 1947 la zona che ospitava l'aeroporto venne ceduta al Comune di Torino, che a sua volta cedette in gestione l'area al Consiglio Nazionale delle Ricerche (CNR) per ospitare il Centro di Meccanizzazione Agricola ed il Campo sperimentale della Facoltà di Agraria.
Nel 1976, al termine della convenzione, l'area viene riconsegnata all'amministrazione comunale, che decise di destinarla alla realizzazione di ciò che sarebbe poi diventato il Parco Colonnetti.
Nella zona che un tempo ospitò gli hangar e le officine, venne costruita l'area ricerca del CNR, in cui trovano sede quattro Istituti del CNR, parte dell'Istituto nazionale di ricerca metrologica e una stazione del Laboratorio di Fisica dell'Ambiente Urbano del Dipartimento di Fisica dell'Università di Torino.

## Mostre ed eventi
Tra il 28 ottobre 2007 ed il 20 aprile 2008, l'amministrazione del quartiere Mirafiori Sud ha voluto dedicare una mostra al campo volo torinese: "Mirafiori in volo, c'era una volta un aeroporto".